# Ramón Castro Jijón
Ramón Castro Jijón (Esmeraldas, 15 de noviembre de 1915-Quito, 1 de noviembre de 1984) fue un militar, dictador y político ecuatoriano. Obtuvo el grado de almirante en la Armada ecuatoriana y por un tiempo ejerció el cargo de Presidente de la Junta Militar de Gobierno de 1963-1966.
Nació en la provincia de Esmeraldas el 15 de noviembre de 1915 en la hacienda Vuelta Larga. Sus padres fueron Luis Castro Lemus y Mercedes Jijón Bonne. Cursó sus estudios primarios en su ciudad natal. Posteriormente viaja hacia Quito donde estudia la secundaria en el Instituto Nacional Mejía, graduándose en el año de 1935 con excelentes calificaciones. Decide entrar a la facultad de ingeniería de la Universidad Central del Ecuador pero tan solo un año después toma una decisión que cambió su vida para siempre: abandona estos estudios y opta por una carrera militar. Es así que cursa sus estudios en la Escuela Naval; poco tiempo después recibe una beca que le permite viajar a Chile donde continúa sus estudios en la Escuela Naval Arturo Prat de Valparaíso.
En Valparaíso obtiene las mejores calificaciones culminando sus estudios en 1940. Fue entonces cuando regresa a Ecuador, en donde empieza a ocupar diferentes cargos militares. Algunos de los puestos que ocupó fueron: capitán de Puerto, comandante general de Marina, secretario Funcional de las Fuerzas Armadas, y a finales de 1950 agregado naval en diversas embajadas. Esta fue su primera experiencia en el ámbito político y tuvo una destacada participación y labor en las embajadas donde trabajó.
Además, Ramón Castro contrae matrimonio con Piedad Gabela Reyes, quien formaba parte de la alta sociedad quiteña, y tuvo seis hijos.
Posteriormente durante el gobierno de Carlos Julio Arosemena Monroy es nombrado comandante general de la Marina y permaneció en este puesto hasta que en 1963 formó parte de la Junta Militar que sacó del poder al presidente Carlos Julio Arosemena Monroy. Castro tomó el mando de la Junta Militar al ser el oficial de mayor antigüedad y así se conformó el triunvirato que gobernó hasta 1966.

## Presidencia de la Junta Militar de Gobierno
El gobierno de este periodo de la historia ecuatoriana era de carácter militar ya que estaba conformado por (originalmente) cuatro miembros de las Fuerzas Armadas del Ecuador:
- Capitán de Navío Ramón Castro Jijón, comandante general de la Marina
- Coronel Luis Cabrera Sevilla, comandante general del Ejército
- Teniente coronel Guillermo Freile Posso, comandante general de la Fuerza Aérea
- Coronel Marcos Gándara Enríquez, senador funcional por las Fuerzas Armadas

La Junta tuvo carácter de provisional, teniendo como objetivo la redacción de una nueva constitución a su cargo, pero no logró cumplir este objetivo antes de sus renuncias en 1966. Castro JIjón fue designado como presidente de la Junta, ejerciendo como Jefe de Estado, mientras la Jefatura de Gobierno la ejercía la junta en pleno.
Este gobierno promovió grandes reformas del Estado y fue criticado por prácticas autoritarias y represiones a manifestaciones civiles. En cuanto a los aspectos políticos y económicos de este gobierno se puede resaltar la existencia de grandes cambios; uno de los cambios más grandes e importantes que el gobierno realizó fue la reforma agraria, que logró eliminar lo que se conocía en ese entonces como el huasipungo y de esta manera se le entregó tierras a miles de ecuatorianos de escasos recursos que tenían derecho a reclamarlas como propias.